# Cristianesimo in Iraq
Il cristianesimo in Iraq è la seconda religione più diffusa nel paese dopo l'islam. La grande maggioranza dei cristiani iracheni è costituita da assiri, con minoranze di arabi e armeni e piccoli gruppi di curdi e turcomanni. La denominazione cristiana più seguita tra i cristiani iracheni è quella della cattolica caldea, seguita da quella assira d'Oriente. I cristiani iracheni sono concentrati prevalentemente nella piana di Ninive, a Baghdad, Bassora, Arbil e Kirkuk. I cristiani in Iraq non sono autorizzati a fare proselitismo tra i musulmani. I convertiti al cristianesimo di origine musulmana risultano soggetti a forti pressioni sociali e giuridiche e non vengono compresi nelle statistiche, essendo giuridicamente considerati musulmani.
Nel 1947 i cristiani rappresentavano il 12% della popolazione. Nel 1987 si contavano 1400000 cristiani in Iraq, rappresentanti circa l'8% della popolazione, e nel 2003 erano 1500000, rappresentanti poco più del 6% degli iracheni. La maggior parte dei cristiani iracheni ha abbandonato il proprio paese in seguito allo scoppio della guerra in Iraq; è stato stimato che il numero dei cristiani sia sceso a 450000 nel 2013, con stime che partivano da circa 200000 fedeli.